# Celastracee
Celastraceele (Celastraceae) este o familie de plante lemnoase, repente, erecte, sau urcătoare formată din arbori sau arbuști mai rar liane urcătoare (Celastrus scandens). Frunze simple, pețiolate, opuse sau alterne sau verticilate, de obicei cu stipele mici, caduce. Flori de cele mai multe ori mărunte, bisexuate sau prin avortare unisexuate, cu înveliș floral dublu, radiar simetrice (actinomorfe), tetramere, mai rar pentamere. Florile adunate în inflorescențe cimoase sau grupate în umbele dispuse adesea la subțioara frunzelor. Periant dialisepal și dialipetal, 4- sau 5-mer; caliciul de obicei persistent, corola uneori redusă. Stamine 4 sau 5, rareori mai multe (până la 10) episepale, dispuse în alternanță cu petalele. Disc nectarifer evident. Gineceu 2—5-carpelar, cenocarpic, cu ovar superior sau semiinferior, 2—5-locular, în fiecare locul cu 1—2 ovule. Fructul este o capsulă, drupă sau bacă, mai rar un fruct aripat (Wimmeria). Semințe albuminate, adeseori cu aril bine dezvoltat.
Este o familie subcosmopolită care cuprinde 98 de genuri și aproximativ 1211 de specii, răspândite mai ales în regiunile cu climat cald (în tropice și subtropice), mai puțin în regiunile cu climat temperat.  În România cresc spontan numai speciile genului Euonymus, dar sunt cultivat în grădini 2 specii din genul Celastrus.
Denumirea Celastraceae provine de la grecescul kelas = toamnă, și astron = stea, referitor la fructele ce se coc toamna  târziu + -aceae = sufix care formează numele familiilor de plante.

## Genuri
- Acanthothamnus
- Allocassine
- Anthodon
- Apatophyllum
- Apodostigma
- Arnicratea
- Bequaertia
- Brassiantha
- Brexia
- Brexiella
- Campylostemon
- Canotia
- Cassine
- Catha
- Celastrus
- Cheiloclinium
- Crocoxylon
- Crossopetalum
- Cuervea
- Denhamia
- Dicarpellum
- Dinghoua
- Elachyptera
- Elaeodendron
- Empleuridium
- Euonymus
- Euonymopsis
- Fraunhofera
- Gloveria
- Glyptopetalum
- Goniodiscus
- Gyminda
- Gymnosporia
- Hartogiella
- Hartogiopsis
- Hedraianthera
- Helictonema
- Hexaspora
- Hippocratea
- Hylenaea
- Hypsophila
- Kokoona
- Lauridia
- Lepuropetalon
- Loeseneriella
- Lophopetalum
- Lydenburgia
- Macgregoria''
- Maurocenia
- Maytenus
- Menepetalum
- Microtropis
- Monimopetalum
- Mortonia
- Moya
- Mystroxylon
- Nicobariodendron
- Orthosphenia
- Parnassia
- Paxistima
- Peripterygia
- Peritassa
- Plagiopteron
- Platypterocarpus
- Plenckia
- Pleurostylia
- Polycardia
- Pottingeria
- Prionostemma
- Pristimera
- Psammomoya
- Pseudocatha
- Pseudosalacia
- Ptelidium
- Pterocelastrus
- Putterlickia
- Quetzalia
- Reissantia
- Robsonodendron
- Rzedowskia
- Salacia
- Salacighia
- Salaciopsis
- Salvadoropsis
- Sarawakodendron
- Scandivepres
- Schaefferia
- Semialarium
- Simicratea
- Simirestis
- Siphonodon
- Stackhousia
- Tetrasiphon
- Thyrosalacia
- Tontelea
- Torralbasia
- Tricerma
- Tripterococcus
- Tripterygium
- Tristemonanthus
- Wimmeria
- Xylonymus
- Zinowiewia

Genui fosile
- †Celastrinites